# DJ LOVE
DJ LOVE（ディージェイ・ラブ、1985年〈昭和60年〉8月23日 - ）は、日本のミュージシャン。本名は非公表。4人組ロックバンド・SEKAI NO OWARIのメンバー。東京都大田区出身。

## 人物
ステージではピエロのマスクをかぶっており、メンバー内で唯一素顔を非公表としている。2008年、初代DJ LOVEがバンド脱退した事から、高校時代の友達であるFukaseから勧誘を受け、名前とマスクを引き継いだ「2代目」として加入。Fukase曰く「（バンドの）代表的なマスコット」。
性格はおおらかで、メンバーからは「ゾウのよう」だと言われている。また、Saoriは「彼が怒ったところをまだ一度も見たことがない」と自身のブログで述べている。
機材を選ぶ役目を担っており、メンバーの意図に合わせて音作りをする。ライブではエフェクターの操作やコーラスも担当する。初代DJ LOVEが在籍していた頃のSEKAI NO OWARIが初ライブを行った『club EARTH』ではボランティアスタッフとしてバンドとバンドの合間にDJをしていた。
2013年に行われた『炎と森のカーニバル』ではダンスパフォーマンスも務めた。また2019年のツアー『The Colors』では、DJだけではなく、ドラムも担当している。
バンド内では最も音楽に詳しく、幅広い音楽を聴いている。中学生の時に初めて買ったCDはレイジ・アゲインスト・ザ・マシーンの作品で、音楽活動を始めるきっかけとなった。
高校時代、Fukaseから「この曲ってなんていう曲?」と昼休みに流れていた曲名を聞かれ、交流が始まる。高校3年の時には一度だけ学園祭でギターボーカルをしたことがあり、NOFXの楽曲などを歌った。
料理が得意で、かつて雑誌『MUSICA』で料理に関するコーナーを連載していたが、家ではほとんど作らない。好きな飲み物はコーラ、趣味はフィギュアやおもちゃ集め。小学校4年生～6年生までソフトボールチームに入っていた。。
トレードマークであるピエロのマスクは、デビューしてから今までに何度か変えている。初期は初代LOVEから引き継がれたマスク で、その後渋谷C.C.Lemonホール（渋谷公会堂）の公演のときにマスクを変更。メジャーデビュー時にウィッグのボリュームが増している。
2013年、JR東日本のスキーキャンペーン「JR SKISKI」のティザー広告としてポスターに登場した。
2018年9月20日、タレントの浦えりかと結婚したことがバンドの公式サイトで発表された。 その後2019年8月28日、自身の公式Twitterにて第一子となる男児誕生を報告した。

## 来歴
1985年
- 8月23日 - 東京都に生まれる。

2008年
- SEKAI NO OWARIに加入。

2018年
- 9月20日 - タレントの浦えりかと結婚したことを、バンドの公式サイトにて発表[4]。

2019年
- 8月28日 - 第一子となる男児の誕生を自身のX（旧Twitter）にて発表[6]。

## 使用機材
- Pioneer・CDJ-2000
- Pioneer・HDJ-2000
- MOTU Ultra Lite mk3
- RANE・TTM56S
- novation・LAUNCHPAD
- Radial PRO D8・OC

## 出演

### ミュージックビデオ
- ハッピー 日本版MV（ファレル・ウィリアムス・2014年）[7]

### その他
- JR SKISKI 2013 キャンペーンポスター（2013年）[8]